# Ecstasea
M/Y Ecstasea är en superyacht tillverkad av Feadship i Nederländerna. Den levererades 2004 till den ryske oligarken Roman Abramovitj. Han hade superyachten i sin ägo fram tills 2009 när Abramovitj sålde den till Mohamed bin Zayed Al Nahyan, kronprins för emiratet Abu Dhabi i Förenade Arabemiraten, för 180 miljoner amerikanska dollar. Al Nahyan sålde senare Ecstasea till den belgisk-pakistanske entreprenören Alshair Fiyaz.
Ecstasea designades exteriört av både Terence Disdale och De Voogt Naval Architects medan Disdale själv designade interiören. Den är 86 meter lång och har en kapacitet på 14–15 passagerare fördelat på 7–8 hytter. Superyachten har också en besättning på 25–27 besättningsmän och minst en helikopter.